# Kerstinboda
Kerstinboda är en stadsdel i Katrineholm.